# Karlstad (đô thị)
Đô thị Karlstad (tiếng Thụy Điển: Karlstad kommun) là một đô thị ở hạt Värmland của Thụy Điển. Thủ phủ là thị xã Karlstad. Dân số thời điểm 31 tháng 12 năm 2000 là 80323 người.